# Stiphropus lippulus
Stiphropus lippulus är en spindelart som beskrevs av Simon 1907. Stiphropus lippulus ingår i släktet Stiphropus och familjen krabbspindlar.
Artens utbredningsområde är Guinea-Bissau. Inga underarter finns listade i Catalogue of Life.